# Toraster tuberculatus
Toraster tuberculatus är en sjöstjärneart som först beskrevs av Gray 1847.  Toraster tuberculatus ingår i släktet Toraster och familjen ledsjöstjärnor. Inga underarter finns listade i Catalogue of Life.